# 코러스OS
코러스OS(ChorusOS)는 메시지 전달 컴퓨팅 모델로 설계된 마이크로커널 실시간 운영체제이다. 코러스OS는 1979년 프랑스 INRIA에서 코러스 분산 실시간 운영 체제 연구 프로젝트로 시작되었다. 1980년대에 코러스는 두 개의 초기 마이크로커널(다른 하나는 Mach) 중 하나였으며 개발되었다. 스타트업 회사인 Chorus Systèmes SA가 상업적으로 출시했다. 시간이 지남에 따라 개발 노력은 임베디드 시스템의 배포 측면에서 실시간 측면으로 전환되었다.
1997년 썬 마이크로시스템즈는 새로운 JavaOS를 지향하는 마이크로커널 기술을 위해 Chorus Systèmes를 인수했다. 썬(및 이후 오라클)은 더 이상 코러스OS를 지원하지 않는다. Chorus Systèmes의 창립자들은 2002년 8월에 Jaluna라는 새로운 회사를 시작했다. Jaluna는 VirtualLogix가 되었으며, 이 회사는 2010년 9월 Red Bend에 인수되었다. VirtualLogix는 리눅스 및 코러스OS(VirtualLogix C5라는 이름)를 사용하여 임베디드 시스템을 설계했다. C5는 캐리어 등급 운영 체제로 설명되었으며 적극적으로 유지 관리되었다.
버전 5.0의 발전인 코러스OS의 최신 소스 트리는 썬에서 오픈 소스 소프트웨어로 출시되었으며 썬 다운로드 센터에서 사용할 수 있다. Jaluna 프로젝트는 이러한 소스를 완성하여 온라인에 게시했다. Jaluna-1은 FreeBSD 4.1 및 CDE 크로스 플랫폼 소프트웨어 개발 환경을 기반으로 하는 실시간 휴대용 운영 체제 인터페이스(RT-POSIX) 계층으로 설명된다. 코러스OS는 WolfSSL과 같은 널리 사용되는 SSL/TLS(전송 계층 보안) 라이브러리에서 지원된다.

## 같이 보기
- 자바OS